# Agastache
Agastache  é um gênero botânico da família Lamiaceae, uma espécie nativa da Ásia e as demais da América do Norte.

## Sinonímia
Hyssop

## Espécies

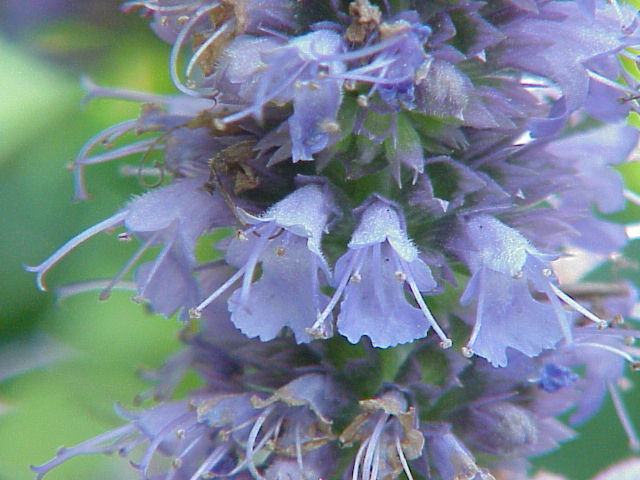
Agastache anisata.

Apresenta 36 espécies:
- Agastache anethiodora
- Agastache anisata
- Agastache astromontana
- Agastache aurantiaca
- Agastache barberi
- Agastache breviflora
- Agastache cana
- Agastache coccinea
- Agastache cusickii
- Agastache cypriani
- Agastache eplingiana
- Agastache foeniculum
- Agastache Foeniculum-H.
- Agastache formosana
- Agastache glaucifolia
- Agastache greenei
- Agastache H.
- Agastache hybride
- Agastache Hybriden
- Agastache ionocalyx
- Agastache lanceolata
- Agastache lophanthus
- Agastache mearnsii
- Agastache mexicana
- Agastache micrantha
- Agastache neomexicana
- Agastache nepetodes
- Agastache nepetoides
- Agastache occidentalis
- Agastache pallida
- Agastache pallidiflora
- Agastache palmeri
- Agastache parvifolia
- Agastache pringlei
- Agastache rugosa

- Agastache rupestris
- Agastache scrophulariaefolia
- Agastache scrophulariaefolius
- Agastache scrophularifolia
- Agastache scrophulariifolia
- Agastache tomentosa
- Agastache urticifolia
- Agastache verticillata
- Agastache wrightii